# Sean Waltman
 (juin 2022).
Sean Michael Waltman, plus connu sous les pseudonymes de 1-2-3 Kid, Syxx ou X-Pac (né le 13 juillet 1972 à Minneapolis), est un catcheur (lutteur professionnel) américain.

## Carrière

### Débuts (1990-1993)
Waltman s'entraîne auprès de Boris Malenko et Eddie Sharkey et fait ses débuts à la Pro Wrestling America (PWA), une fédération du Minnesota, sous le nom de Lightning Kid. Il y remporte son premier titre le 12 avril 1990 en devenant champion des poids lourds-léger de la PWA après sa victoire sur Matt Derringer et perd ce titre le 6 mai face à ce dernier. Il part ensuite au Texas à la Global Wrestling Federation (GWF) où il remporte le tournoi pour désigner le premier champion des poids-lourds légers de la GWF entre le 11 et le 12 juillet en battant Jerry Lynn en finale,. Lynn obtient ce titre le 27 décembre.

### World Wrestling Federation (1993-1996)
Arrivé sous le nom du « Lightening Kid », puis « The Kid », il est, par la suite, surnommé 1-2-3 Kid après avoir battu Scott Hall pour son premier match.
Il s’empare à deux reprises des titres par équipes (il les gardera 1 semaine à chaque fois) avec Marty Jannetty (à Raw contre les Quebecers) et Bob Holly pour la deuxième, en finale d'un tournoi au Royal Rumble 1995 (battant Tatanka & Bam Bam Bigelow).
Il effectue un « turn heel » pour rejoindre la Million Dollar Corporation de Ted DiBiase fin 1995, il a souvent Psycho Sid à ses côtés.
Il perd face à Scott Hall a WWF In Your House Rage In The Cage 1996 avant son départ de la WWF.

### World Championship Wrestling (1996-1998)
Arrivé à la WCW à l'automne 1996, il est le sixième membre de la NWO (d'où son pseudo de Syxx-Pac à la WCW). Il s’empare très vite du championnat Cruiserweight. Il rivalisera avec des cruiserweight comme Dean Malenko,Eddie Guerrero et surtout Chris Jericho avec qui il rivalisera à la WWF. Mais il rivalisera aussi avec les Four Horsemen surtout en particulier avec Ric Flair. La rivalité avec Flair débute véritablement à l'été lorsque Syxx commença à s'en prendre à Flair durant une interview à Nitro.  Ensuite, Syxx devient non officiellement un des champions par équipe de la WCW lorsque Kevin Nash était blessé en début octobre. 
Eric Bischoff le licencie au début de 1998.

### Retour à la WWF (1998-2002)
Le 30 mars 1998, il revient en changeant de look. Il fait partie de la DX (du 30 mars 1998 au 24 août 2000). Grand ami de Road Dogg, il quitte la DX pour partir à la Total Nonstop Action Wrestling.
Lors de Raw Le 5 Avril 1999, lui et Kane Battent Jeff Jarrett & Owen Hart Pour Remporter le WWE Tag Team Championship.
Il détiendra le titre de WWE Tag Team Champion avec Kane.
Mais ils ne le garderont pas très longtemps après leurs feud contre l'Undertaker et le Big Show.
Il a rejoint la DX de Triple H avec les New Age Outlaws (Road Dogg et Billy Gunn). Le 15 septembre 1998(diffusé le 21 septembre 1998) il remporte le titre européen face à D'Lo Brown. Il va encore lui battre en fin septembre et début octobre.Mais Le 29 septembre 1998 à Raw Is War, il perd son titre face à Brown à cause de l'intervention de Mark Henry, l’ennemi de Chyna.  Le 18 octobre à Judgement Day, il regagne le titre européen face à D'lo Brown avec l'aide de Chyna. Lors du WWF Smackdown!, il gagne face à Mark Henry  par décompte à l'extérieur et ne remporte pas l'European Championship. Plus tard en 1999, il sera en rivalité avec Kane de fin octobre 1999 jusqu'à avril 2000. Durant l'année 2000,il intervenait souvent dans les matches de championnats pour sauver la D-Generation X, il rivalisera face à son partenaire Road Dogg en été 2000 finalement la rivalité prendra fin à Summerslam 2000.  
lors de ses dernières années à la WWF, il fondera l'équipe X-Factor avec Justin Credible et Albert. Équipe dont il sera le leader jusqu'à son départ de la WWF et en 2000 il incarne la mcmahon-hemsley faction et il fait un heel turn.Durant un épisode de Monday Night Raw en mai 2002,il enlève le masque de Kane avec la NWO dans les coulisses. Ce qui força à Kane de prendre une absence,en réalité Kane s'absentait pour guérir ses blessures .Kane fera son retour par la suite en fin aout 2002 à Raw en sauvant Booker T & Goldust face à The Un-Americans. X-Pac quitta la WWE plus tard dans l'année tout comme Kevin Nash qui reviendra en 2003 et Scott Hall.

### Total Nonstop Action Wrestling et Xtreme Pro Wrestling (2002-2003)

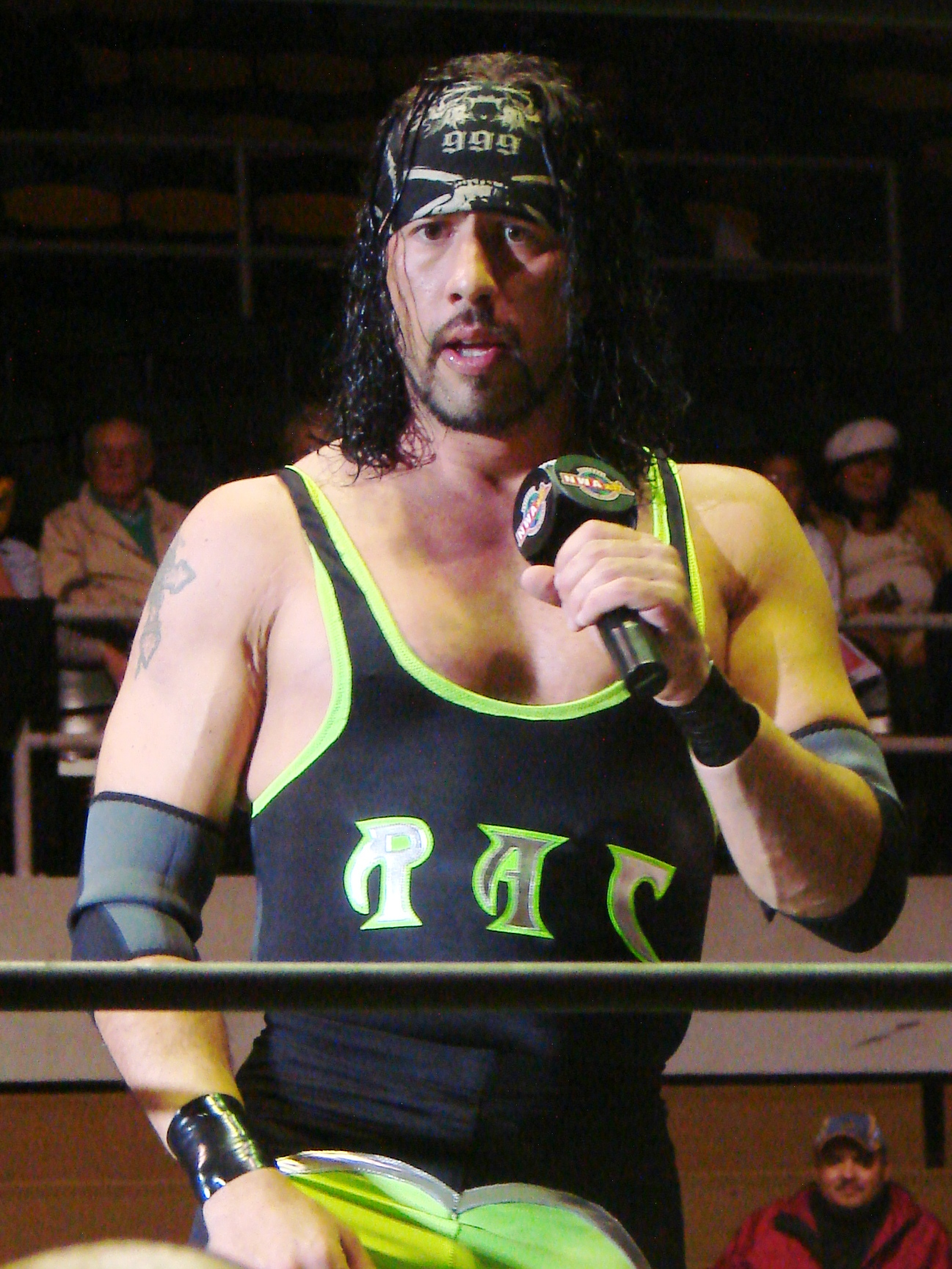
X-Pac en 2007.

Le 9 octobre 2002 il remport le titre de la X Division, qui était vacant à la suite de la blessure de Jerry Lynn, en battant six autres lutteurs.

### Retour à la TNA (2010)
X-Pac fait son retour à la TNA en même temps que Scott Hall  et Hulk Hogan ce qui sembla reformer la New World Order. Lors d'un match Kevin Nash vs Mick Foley, X-Pac et Scott Hall attaque Foley et Nash. Lors du TNA du 11 février Scott Hall se fait  démolir par Kurt Angle et X-Pac à son tour. Hulk Hogan viens les aider avec un poing american. Mais au lieu d'attaquer Kurt Angle il attaque Sean Waltman et Scott Hall. Lors du Impact du 29 mars, il perd avec Scott Hall et Kevin Nash contre Jeff Hardy, Rob Van Dam et Eric Young dans un steel cage. Après WrestleMania XXVI (show de la WWE), X-Pac et Scott Hall auraient dit à l'ancien catcheur de la WWE Shawn Michaels de signer à la TNA. Lors du Pay Per View Lockdown, Syxx-Pac ne s'est pas présenté à son match. Les commentateurs annonçaient un no-show de la part de Waltman. Cependant on ne sait pas s'il n'était pas présent pour raisons personnelles ou non. Il avait ce soir là un match en équipe avec Scott Hall contre la Team 3D en cage. Il fut remplacé par Kevin Nash.

### Retour à la WWE et apparitions occasionnelles (2011-…)
Waltman était présent lors du WWE Hall of Fame 2011 aux côtés de Kevin Nash, Triple H et le nouvel intronisé Shawn Michaels pour reformer une dernière fois The Kliq. Tout le groupe était présent à l'exception de Scott Hall.
Lors de la 1000e édition de Monday Night Raw le 23 juillet 2012, il fait son retour le temps d'une soirée avec D-Generation X. À NXT, The Kilq est réuni sauf Scott Hall encore une fois. En mars 2013, il signe un contrat de "legend" avec la WWE.
2015-... : Il lutte dans la ligue HOH de Tommy Dreamer.
Lui et la D-Generation X sont présents lors de l'édition spéciale des 25 ans de Monday Night RAW le 22 janvier 2018, il porte le X-Factor sur Scott Dawson.
Lors du Monday Night RAW du 18 février 2019, il a été annoncé qu'il serait intronisé au hall of fame en tant que membre de la D-Generation X.

### Retraite (2019)
En juillet 2019, il déclare que sa carrière se terminera à l'issue d'un combat à Wrestlemania 36, mais ce combat n'aura pas lieu.

## Palmarès
- Dramatic Dream Team
  - 1 fois Ironman Heavymetalweight Championship[8]

- Great Lakes Championship Wrestling
  - GLCW Heavyweight Championship (1 fois, actuellement)

- Global Wrestling Federation
  - GWF Light Heavyweight Championship (2 fois)

- Mid-Eastern Wrestling Federation
  - MEWF Light Heavyweight Championship (1 fois)

- NWA Pro Wrestling
  - NWA Heritage Championship (1 fois)

- Pro Wrestling America
  - PWA Iron Horse Television Championship (1 fois)
  - PWA Light Heavyweight Championship (2 fois)
  - PWA Tag Team Championship (1 fois avec Jerry Lynn)

- Pro Wrestling Illustrated
  - PWI Comeback of the Year (1998)
  - PWI Tag Team of the Year (1999)
  - 21e meilleur catcheur sur 500 en 1997
  - 117e meilleur catcheur de l'histoire

- South Eastern Wrestling Alliance
  - SEWA Light Heavyweight Championship (1 fois)

- World Championship Wrestling
  - 1 fois WCW Cruiserweight Championship

- Total Nonstop Action Wrestling
  - TNA X Division Championship (1 fois)

- World Wrestling Federation / World Wrestling Entertainment
  - 1 fois WWE Cruiserweight Championship
  - 2 fois WWF European Championship
  - 2 fois WWF Light Heavyweight Championship
  - 4 fois WWF Tag Team Championship
    - 1 fois avec Marty Jannetty
    - 1 fois avec Hardcore Holly
    - 2 fois avec Kane

Hall of fame avec la DX en 2019 et avec la NWO en 2020
- Xtreme Pro Wrestling
  - XPW Television Championship (1 fois)